# 12817 Federica
12817 Federica è un asteroide della fascia principale. Scoperto nel 1996, presenta un'orbita caratterizzata da un semiasse maggiore pari a 3,0636421 UA e da un'eccentricità di 0,0189685, inclinata di 3,83541° rispetto all'eclittica.